# Andrew Holleran
Andrew Holleran (ur. w 1944 w Aruba) –  amerykański powieściopisarz, eseista i autora opowiadań.
Andrew Holleran studiował na Harvardzie i Uniwersytecie Iowa.  Większość swojego dorosłego życia spędził w Nowym Jorku, Waszyngtonie i miasteczku Gainesville na Florydzie. Wykładowca na Amerykańskim Uniwersytecie w Washingtonie. Razem z Felice Picano, Edmundem White i Robertem Ferro był członkiem kolektywu Violet Quill.

To, co mnie napędza w tym, co tworzę, to pisanie tego, co nie zostało powiedziane.
 Andrew Holleran

## Twórczość (wybór)
- Dancer from the Dance (1978)
- Nights on Aruba (1983)
- The Beauty of Men (1996)
- Ground Zero (1989)
- In September, the Light Changes (1999)[3].
- Grief (2006)
- The Kingdom of Sand (2022)[1]